# Catedral de Santa María (Killarney)
La Catedral de Santa María (en inglés: St Mary's Cathedral) es una catedral católica en el condado de Kerry, Irlanda. Pertenece a la diócesis de Kerry.
La Catedral de Santa María (1842-1855) fue diseñada por el reconocido arquitecto inglés Augustus Welby Pugin y está considerada como una de las iglesias neogóticas más importantes del siglo XIX en Irlanda. La torre y la nave se completaron por los arquitectos irlandeses Ashlin y Coleman, de Dublín. Las decoraciones interiores fueron diseñadas por J.J. McCarthy.
El interior fue severamente dañado cuando el yeso interior se retiró en el 1973 por la actualización de Kennedy.